# 闇の仕事人 KAGE
『闇の仕事人 KAGE』（やみのしごとにん カゲ）は、ナツメより1990年8月10日にに発売されたファミリーコンピュータ用横スクロールアクションゲーム。北アメリカでは『Shadow of the Ninja』、ヨーロッパでは『Blue Shadow』のタイトルで発売されている。欧米でのみ、2010年にWii用ソフトとして、2014年にニンテンドー3DSおよびWii U用ソフトとしてバーチャルコンソールにて配信された。
ナツメアタリによりリメイク第4弾として本作が選ばれ『闇の仕事人KAGE Shadow of the Ninja』として開発中である事が発表された。当初2024年春発売予定だったが、延期され2024年8月29日発売となった。日本国内並びにアジア地域における製造・販売はセガが担当する。
本稿では、キャラクターを差し替え『忍者龍剣伝』シリーズとして発売された移植作品『忍者龍剣伝GB 摩天楼決戦』についても併せて記述する。

## システム
画面左側に体力ゲージ、投擲武器のカウンターがあり、1プレイヤー側は左上、2プレイヤー側は左下に表示される。キャラクター共通の初期数値は体力16。体力数値16は最大値であり、ゲーム中に体力の上限を高める効果は一切存在しない。また、敵キャラクターから受ける被弾ダメージや接触ダメージなどは一律ではない。
基本的には、累積ダメージは次ステージへの持ち越しとなっており、体力の回復は道中のコンテナから入手できる薬でのみ可能。また、残り体力が9以上である場合に限り、攻撃ボタンを数秒押し続ける事により、体力を8ほど消費する見返りに画面上の敵全てに大ダメージを与える『雷の術』を使用できる。
残機制を採用しておらず、穴に落ちた場合は体力の消耗で処理され、画面中の特定のポイントからの即時再開となる。体力ゲージが0になるとゲームオーバーとなり、コンティニュー選択画面に移る。コンティニュー回数は5回までで、ステージのスタート地点からの再開となり、エンドを選択するとタイトル画面に戻る。
プレイヤーは忍者“HAYATE（ハヤテ）”・くノ一“KAEDE（カエデ）”の何れかを操作する。2人同時プレイの場合、操作キャラクターの決定権は1プレイヤー側にのみ存在し、同じキャラクターでの同時プレイは不可。キャラクターによる性能差は存在しない。

## 忍び道具
プレイヤーは道中に点在するコンテナから忍び道具を入手し、それぞれの特性を駆使してステージを進む。同種類の忍び道具の入手によって最大3段階まで強化が可能だが、何らかのダメージを受けると段階的に弱体化する。忍び道具は薬を除いて2系統に分かれ、投擲武器は使用回数がカウンターに表示される。仕様として異なる武器のストックができないため、複数武器の使い分けは不可能。
直接攻撃武器
忍刀
標準武器。攻撃範囲が小さいため、常に敵に接近する必要がある。強化によって前方に強力な衝撃波を発射するようになる。
鎖鎌
十字キーとの同時入力によって左上、上、右上への3方向いずれかへの攻撃が可能になるが、攻撃判定が先端部にしか存在しない。強化によって先端部の攻撃範囲が少しだけ大きくなり、攻撃時に前後に短距離の衝撃波を発射するようになる。
投擲武器
手裏剣
画面端まで届くが、独特の追尾性能を持つ。
手榴弾
床を弾む、または転がって進み、壁などに触れると炸裂して複数回のダメージを与える。
その他
薬
小瓶に入った薬。赤と白2種類が存在し、赤は4メモリ分、白は最大値まで体力を回復する。

## ストーリー
とある惑星に存在する大国アメリカは、強大な軍事力を背景に皇帝“ガルダ”によって独裁体制の下に支配されていた。ガルダ打倒のためにアメリカに乗り込む者も少なくなかったが、一人として帰った者はいない。しかし、ある日厳重な警備網を突破して国境を越えた2つの影があった…。

## 移植版
| No. | タイトル                                               | 発売日                      | 対応機種              | 開発元 | 発売元 | メディア                              | 型式 | 備考 |
| --- | ------------------------------------------------------ | --------------------------- | --------------------- | ------ | ------ | ------------------------------------- | ---- | ---- |
| 1   | Shadow of the Ninja Blue Shadow                        | 2010年6月14日 2010年7月9日  | Wii                   | ナツメ | ナツメ | ダウンロード （バーチャルコンソール） | -    |      |
| 2   | Blue Shadow Shadow of the Ninja                        | 2014年12月4日 2015年1月29日 | ニンテンドー3DS Wii U | ナツメ | ナツメ | ダウンロード （バーチャルコンソール） | -    |      |
| 3   | Nintendo Entertainment System - Nintendo Switch Online | 2020年2月19日               | Nintendo Switch       | 任天堂 | 任天堂 | ダウンロード                          | -    |      |

## スタッフ
- プログラム：いしはらかずひこ
- グラフィック：谷口俊一
- サウンド：水谷郁、山西浩一
- スペシャル・サンクス：宮部寿保、たなかあつし、新保孝、NITURU、S.K、ふじもととみひさ、たかおかしゅうや、もりもとゆきお、かなやもりゆき
- スーパーバイザー：KASARI

## 評価
- ゲーム誌『ファミコン通信』の「クロスレビュー」では、5・6・7・5の合計23点（満40点）となっている[8][6]。レビュアーからは、スプライト性能の影響によりキャラクターが小さい事を指摘され、当時の他機種のゲームと比較して「見劣りがする」とグラフィック面に関して否定的に評価された[8]。
- ゲーム誌『ファミリーコンピュータMagazine』の読者投票による「ゲーム通信簿」での評価は以下の通り17.90点（満30点）となっている[1]。

| 項目 | キャラクタ | 音楽 | 操作性 | 熱中度 | お買得度 | オリジナリティ | 総合  |
| 得点 | 3.03       | 3.04 | 3.06   | 3.03   | 2.94     | 2.80           | 17.90 |

## 忍者龍剣伝GB 摩天楼決戦

### 概要
1991年にテクモから発売されたゲームボーイ用アクションゲーム。同社の看板作品の一つ『忍者龍剣伝』（1988年）の名を冠しているが、開発はナツメが担当しており音楽やアクション体系の流用など、内容は『KAGE』の大部分をベースにした移植作品である。
テクモシアター作品として開発されたものではないため、ステージ間のシネマディスプレイはない。ストーリーはファミコン版第1作の3年前となる1985年、突如としてあらわれ、アメリカを制圧した皇帝ガルフの軍団に若きリュウ・ハヤブサが挑むというもの。リュウ・ハヤブサの修行時代のエピソードとされ、後年の『NINJA GAIDEN』（2004年）よりも更に過去の出来事となっている。
プレイヤーキャラクターは同シリーズの主人公であるリュウ・ハヤブサとなっている。また、敵キャラクターもボスキャラクターが皇帝ガルダから邪鬼王の配下であるガルフ=ソドーム皇帝に置き換えられている。他にはスパイダー、ジャック、グレゴリー、アレン大佐、風鬼斎といった敵キャラクターが登場。

### スタッフ
- プログラム：DFS.KOTOBUKI
- グラフィック：PCT、BBB、KICK.NATSUJIU、M-SIGI SIGI
- サウンド：DON（岩月博之）
- スペシャル・サンクス：いしはらかずひこ、SHUN（谷口俊一）、TAM TAM、TARU、TOM（にしやまともゆき）、FU-TAROU、OTAKE-SAN

### 評価
- ゲーム誌『ファミコン通信』の「クロスレビュー」では合計25点（満40点）となっている[9]。
- ゲーム誌『ファミリーコンピュータMagazine』の読者投票による「ゲーム通信簿」での評価は以下の通り20.3点（満30点）となっている[11]。

| 項目 | キャラクタ | 音楽 | お買得度 | 操作性 | 熱中度 | オリジナリティ | 総合 |
| 得点 | 3.4        | 3.4  | 3.3      | 3.2    | 3.6    | 3.4            | 20.3 |